# Prague Open 2020
Prague Open 2020 (відомий як J&T Banka Prague Open 2020 за назвою спонсора) - жіночий професійний тенісний турнір, що проходив на відкритих кортах з ґрунтовим покриттям TK Sparta Praha в Празі (Чехія). Належав до категорії International у рамках Туру WTA 2020.
Турнір тривав з 10 до 16 серпня 2020. Зазвичай його проводять наприкінці квітня, але цього разу перенесли через пандемію Ковід-19. Відбувся одночасно з Top Seed Open у Кентуккі, щоб дати додаткову можливість учасницям прибути до Нью-Йорка на Western & Southern Open 2020.

## Призові очки і гроші

### Розподіл очок
| Дисципліна       | П   | Ф   | ПФ  | ЧФ | 1/8 | 1/16 | Q   | Q3  | Q2  | Q1  |
| Одиночний розряд | 280 | 180 | 110 | 60 | 30  | 1    | 18  | 14  | 10  | 1   |
| Парний розряд    | 280 | 180 | 110 | 60 | 1   | Н/Д  | Н/Д | Н/Д | Н/Д | Н/Д |

### Розподіл призових грошей
| Дисципліна       | П       | Ф       | ПФ     | ЧФ     | 1/8    | 1/16   | Q3     | Q2   | Q1   |
| Одиночний розряд | $25,000 | $14,000 | $8,035 | $5,000 | $3,150 | $2,300 | $1,080 | $940 | $800 |
| Парний розряд*   | $9,000  | $5,000  | $3,230 | $1,980 | $1,520 | Н/Д    | Н/Д    | Н/Д  | Н/Д  |

*на пару

## Учасниці основної сітки в одиночному розряді

### Сіяні
| Країна   | Гравчиня               | Рейтинг1 | Сіяна |
| -------- | ---------------------- | -------- | ----- |
| Румунія  | Сімона Халеп           | 2        | 1     |
| Хорватія | Петра Мартич           | 15       | 2     |
| Бельгія  | Елісе Мертенс          | 23       | 3     |
| Україна  | Даяна Ястремська       | 25       | 4     |
| Росія    | Катерина Александрова  | 27       | 5     |
| Росія    | Анастасія Павлюченкова | 30       | 6     |
| Чехія    | Барбора Стрицова       | 31       | 7     |
| Росія    | Вероніка Кудерметова   | 40       | 8     |
| Латвія   | Анастасія Севастова    | 43       | 9     |

- Рейтинг подано станом на 3 серпня 2020

### Інші учасниці
Нижче наведено учасниць, які отримали вайлдкард на участь в основній сітці:
- Ежені Бушар
- Linda Fruhvirtová
- Барбора Крейчикова

Нижче наведено гравчинь, які пробились в основну сітку через стадію кваліфікації:
- Марта Костюк
- Елена-Габріела Русе
- Mayar Sherif
- Леся Цуренко

Такі тенісистки потрапили в основну сітку як a щасливий лузер: 
- Магдалена Френх
- Леонія Кюнг
- Сторм Сендерз

### Знялись з турніру
До початку турніру
- Белінда Бенчич → її замінила  Каміла Джорджі
- Фіона Ферро → її замінила  Леонія Кюнг
- Анетт Контавейт → її замінила  Лаура Зігемунд
- Крістіна Младенович → її замінила  Тамара Зіданшек
- Кароліна Мухова → її замінила  Ана Богдан
- Олена Остапенко → її замінила  Джасмін Паоліні
- Олена Рибакіна → її замінила  Сара Соррібес Тормо
- Марія Саккарі → її замінила  Аранча Рус
- Іга Швйонтек → її замінила  Сторм Сендерз
- Алісон ван Ейтванк → її замінила  Крістина Плішкова
- Донна Векич → її замінила  Патрісія Марія Тіг
- Маркета Вондроушова → її замінила  Ірина-Камелія Бегу
- Даяна Ястремська → її замінила  Магдалена Френх

Під час турніру
- Леся Цуренко

## Учасниці основної сітки в парному розряді

### Сіяні
| Країна    | Гравчиня           | Країна    | Гравчиня          | Рейтинг1 | Сіяна |
| --------- | ------------------ | --------- | ----------------- | -------- | ----- |
| Чехія     | Барбора Крейчикова | Чехія     | Катерина Сінякова | 17       | 1     |
| Чехія     | Луціє Градецька    | Чехія     | Крістина Плішкова | 91       | 2     |
| Австралія | Еллен Перес        | Австралія | Сторм Сендерз     | 116      | 3     |
| Румунія   | Моніка Нікулеску   | Румунія   | Ралука Олару      | 116      | 4     |

- 1 Рейтинг подано станом на 3 серпня 2020

### Інші учасниці
Нижче наведено пари, які отримали вайлдкард на участь в основній сітці:
- Linda Fruhvirtová /  Darja Viďmanová
- Міріам Колодзєйова /  Джесіка Малечкова

### Знялись з турніру
Під час турніру
- Патрісія Марія Тіг

## Переможниці

### Одиночний розряд
- Сімона Халеп —  Елісе Мертенс, 6–2, 7–5

### Парний розряд
- Луціє Градецька /  Крістина Плішкова —  Моніка Нікулеску /  Ралука Олару, 6–2, 6–2